# Dělnická strana
Dělnická strana (zkratka DS, do roku 2003 Nová Síla) byla extrémistická, krajně pravicová, neonacistická a
 národně socialistická politická strana, která vznikla 20. prosince 2002 a která byla rozpuštěna 17. února 2010 rozhodnutím Nejvyššího správního soudu. Soud dovodil, že představovala bezprostřední riziko ohrožení demokracie, protože byla ideově navázána na nacionální socialismus a neonacismus a podporovala násilí. Proti tomuto rozsudku podala 15. března ústavní stížnost k Ústavnímu soudu České republiky, který ji ale 27. května 2010 odmítl a oprávněnost rozhodnutí Nejvyššího správního soudu potvrdil. Poté oprávněnost rozpuštění strany řešil Evropský soud pro lidská práva, který ale řízení 26. března 2013 vzhledem k procesní pasivitě stěžovatelů zastavil.

## Charakteristika a program

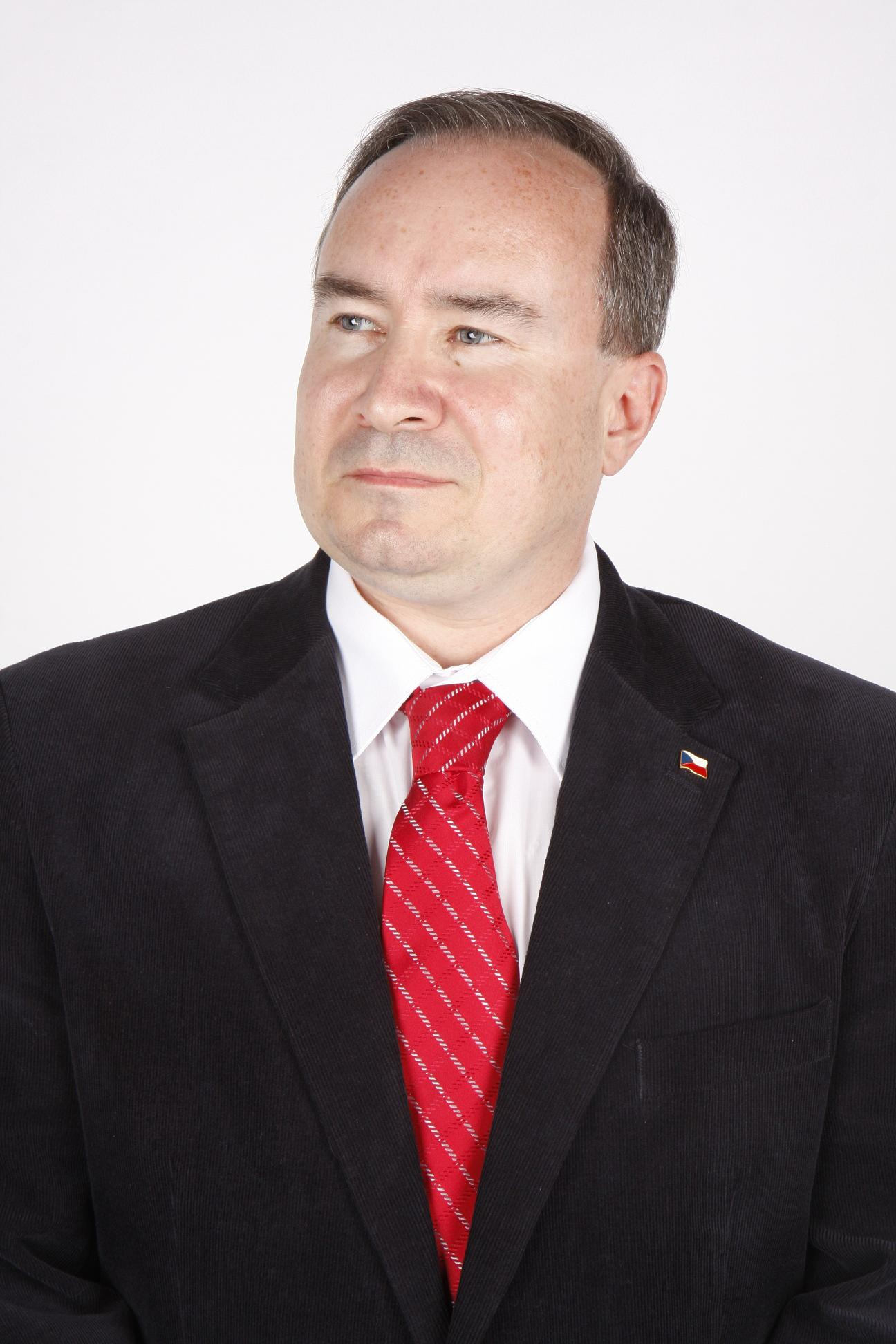
Tomáš Vandas

Strana se označovala jako „národní“ či „lidová“, odmítala dělení na levicové a pravicové strany, jelikož to podle ní bylo „již přežité účelové dělení národa na dva tábory, jejichž vzájemné hašteření uměle vyvolává atmosféru účelné a názorově bohaté parlamentní debaty.“ Politické strany spíše rozdělovala na národní a na liberální. V říjnu 2008 měla Dělnická strana přibližně 300 členů. V únoru 2009 měla strana, dle Chebského deníku, 600 členů. Dne 12. 1. 2010 uvedl předseda strany při soudním líčení o rozpuštění strany, že DS má okolo 950 členů.
Dělnická strana také vydávala noviny Dělnické listy a od 21. ledna 2009 provozovala internetovou televizi.
Strana dlouhodobě kritizovala politické poměry v Česku po listopadu 1989, za hlavní znak své politiky považovala nekompromisní postoj proti všem formám korupce, proti politickým elitám. Poukazovala na rezignaci lidí na politický život země. Ve svém programu navrhovala například zrušení všech podpor pro přistěhovalce a zákaz homosexuálních sňatků. Chtěla také zavést určování národnosti obyvatel a jejího potvrzení do rodného listu a občanského průkazu a požadovala vystoupení z EU a NATO.
Hlavním bodem programu dělnické strany bylo řešení otázky nezaměstnanosti. V roce 2008 měla dále v programu reformu ústavních institucí (zrušení Senátu), zrušení státních dotací pro politické strany za poslanecké mandáty, zavedení odvolacího práva voličů vůči poslancům, přímou volbu prezidenta, větší samostatnost měst a obcí, zákon o domovském právu, zřízení „zemských hranic“ Moravy a Slezska, přehodnocení pomoci třetímu světu, zpřísnění ochrany kulturního a národního dědictví, přijetí zákona o ochraně života od početí až do přirozené smrti, znovuzavedení trestu smrti, rozšíření pravomocí policie, zavedení zákona zakazujícího veřejný prodej a propagaci pornografie, podporování mladých rodin a zajištění seniorům důstojných podmínek pro život, vrácení prestiže řemeslům, zjednodušení daňové soustavy a omezení byrokracie, reformu zdravotnictví, školství a rozvoj sportu a tělovýchovy.
DS uváděla: „chceme nejen hájit zájmy tzv. obyčejných občanů (…), ale prosazovat principy tržního hospodářství a podporovat drobné české podnikatele a živnostníky.“ Vystupovala proti zaměstnávání cizinců, některým menšinám, zejména Romům a homosexuálům. Například místopředseda strany Štěpánek prohlásil v souvislosti s propouštěním v Tatře:„Propuštění cizinci musí být okamžitě deportováni do svých domovských zemí. Budou to věru dobře investované peníze, když zde nebudou, když se jich zbavíme, když zde není pro ně práce. Když není práce pro české lidi, tak by neměla být práce ani pro cizince,“
17. října 2008 v reakci na, dle Dělnické strany, neúnosnou politickou situaci v ČR, způsobenou „propojením politických špiček ČSSD a ODS na mafiánské prostředí kolotočářů a vrahů“ (viz Václav Kočka mladší, Bohumír Ďuričko, Václav Kočka starší) napsal tiskový odbor DS:
(…) Za této krizové situace DS vyhlašuje nulovou toleranci k polistopadovému politickému systému, po jehož odstranění již delší dobu voláme. V praxi to znamená rozpuštění stávajících parlamentních stran a prošetření všech jejich zločinů po roce 1989. Tento revoluční zvrat si ovšem vyžádá celonárodní účast, a právě k ní naše strana bude v následujících dnech a týdnech obyvatelstvo země mobilizovat. Předseda strany tento výrok komentoval u soudu o zrušení strany: „Ano. Polistopadový systém je dán v ústavě, ale pokud si to dobře pamatuji, byl v ní i komunistický systém. To neznamená, že byl zákonný,“ a „Především nám jde o to, že je to systém, který preferuje imigranty, nepřizpůsobivé, přitom opomíjí slušné lidi. Prosazujeme tři pilíře politiky – národní, sociální a konzervativní. Oproti současné vládě máme jiné názory na naše členství v EU nebo NATO i na řízení ekonomiky.“

## Historie
Strana byla registrována koncem prosince 2002 pod názvem Nová síla, na ustavujícím sjezdu 18. ledna 2003 však přijala název Dělnická strana. Na založení strany se podíleli bývalí představitelé SPR-RSČ a Republikánské mládeže; předseda DS Tomáš Vandas býval tajemníkem Republikánů Miroslava Sládka. Při založení deklarovala strana záměr „aktivní politikou konkurovat především KSČM“ a přihlásila se k „původním kořenům dělnického hnutí 19. století“. Při volbě prezidenta ČR na přelomu ledna a února 2003 navrhla Karla Gotta a následně „přivítala rozhodnutí pana Karla Gotta zvážit kandidaturu v přímé volbě“. Dělnická strana kritizovala vlády ČSSD jako „asociální“, podporovala odborářské protesty (zúčastnila se například demonstrace odborů proti vládním reformám v září 2003). Mimoto pořádala akce proti komunismu a Evropské unii.
Ve volbách do Evropského parlamentu 2004 obdržela DS 4 289 hlasů (tj. 0,18 %). V listopadových krajských volbách, kde kandidovala v šesti krajích samostatně a ve dvou v koalici, získala celkem 0,15 % hlasů (v Plzeňském kraji spolu s Pravou alternativou 0,83 %).
Po volebním neúspěchu hledala Dělnická strana cestu ke spolupráci s podobnými subjekty: Národní stranou, Českým hnutím za národní jednotu, Národním sjednocením a Republikány Miroslava Sládka. Tzv. Národní pětka se ale kvůli rozepřím mezi NS a DS rozpadla a do sněmovních voleb 2006 nakonec členové DS šli na kandidátkách ultranacionalistické strany Právo a spravedlnost; v Pardubickém kraji byl lídrem předseda DS Vandas. Celkem PaS obdržela 12 756 hlasů (0,23 %).

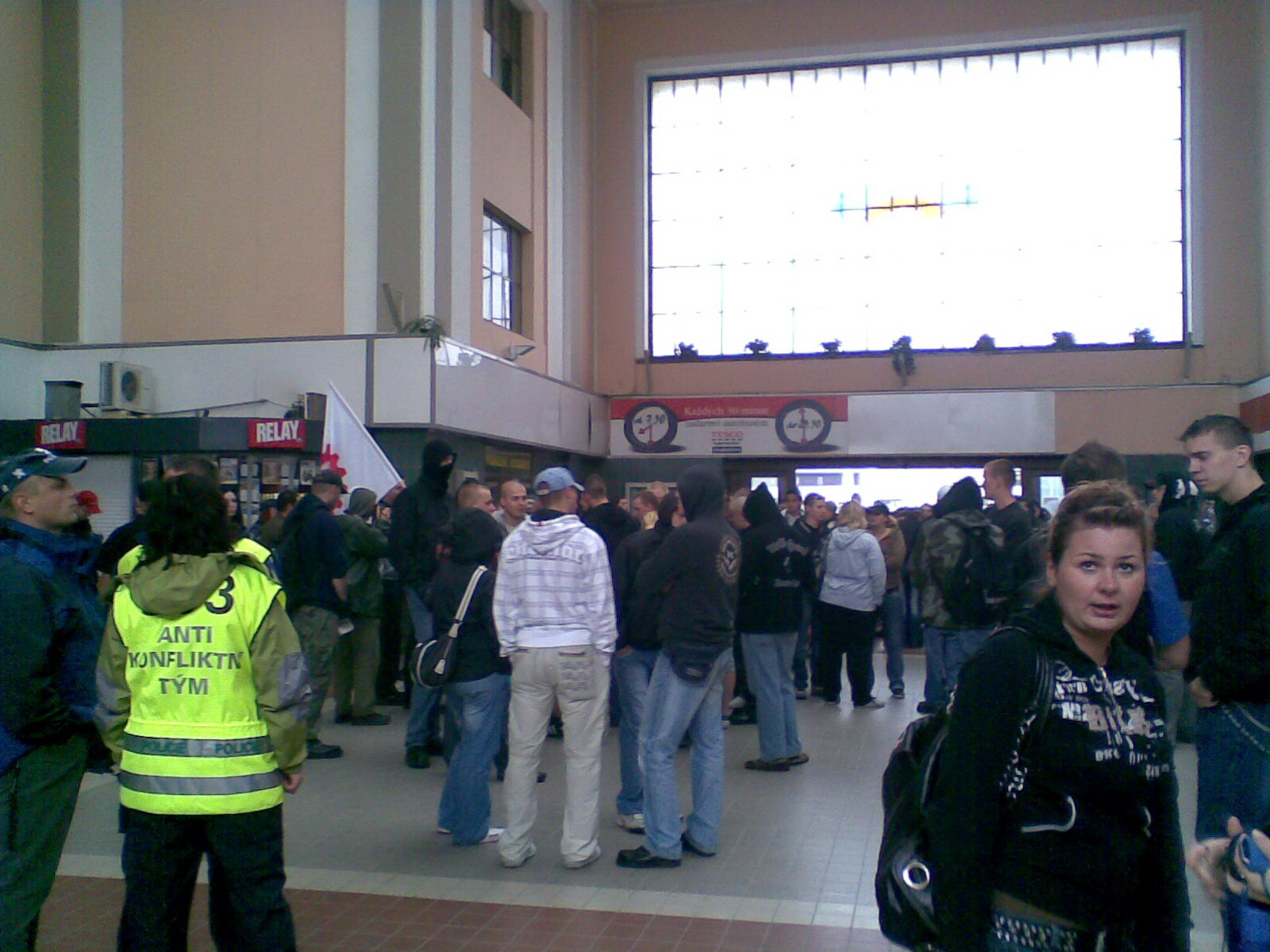
Sraz účastníků Dne svobody pořádaného DS, nádraží v Hradci Králové 16. srpna 2008; v popředí jeden z dohlížejících policistů

Od roku 2006 Dělnická strana začala propojovat své aktivity s aktivitami Národního odporu, potažmo Autonomních nacionalistů a navázala kontakty s německou neonacistickou politickou stranou NPD (Národně demokratickou stranou Německa).
V roce 2007 aktivita Dělnické strany výrazně vzrostla. Ve spolupráci s nacionalistickými subjekty uspořádala řadu demonstrací proti komunismu, drogám, pozitivní diskriminaci, NATO atd. Po účasti členů DS na březnové demonstraci hnutí Národní korporativismus média upozornila na podobnost propagačních plakátů DS s materiály německé NSDAP. Na začátku února 2008 byly založeny Ochranné sbory, které mají dohlížet a organizovat stranické akce.
Ve volbách do zastupitelstvech krajů 2008 postavila DS kandidátky ve všech krajích spolu s Demokratickou stranou sociální spravedlnosti na listině s názvem Dělnická strana – za zrušení poplatků ve zdravotnictví vyjma Plzeňského kraje, kde heslo znělo NE americkému radaru! Celkem získala 28 865 hlasů (0,99 %), nejúspěšnější byla v Plzeňském (1,47 %) a Pardubickém kraji (1,28 %), nejslabší výsledek měla v Jihomoravském kraji (0,56 %). Kandidát DS do senátu Stanislav Horňák obdržel ve volebním obvodě 81 Uherské Hradiště 2,88 % hlasů.
Během posledních měsíců roku 2008 se většina pravicových radikálů (dle DS nacionalistů) v Česku sjednotila pod hlavičkou Dělnické strany a snažila se získat širší podporu veřejnosti.
Dne 17. března 2009 zahájila DS svoji kampaň Sociální politika jde pouze cestou nacionalismu Na počátku roku 2009 do strany vstoupil bývalý poslanec za SPR-RSČ Rudolf Šmucr.
V říjnu 2009 projevila Dělnická strana zájem o vstup do Aliance evropských národních hnutí, které založila maďarská nacionalistická strana Jobbik. Členem této aliance byla také například Britská národní strana, francouzská Národní fronta, belgická Národní fronta a italské fašistické Sociální hnutí – Tříbarevný plamen.

## Akce Dělnické strany
Dělnická strana patřila k nejaktivnějším subjektům na krajní pravici a ostře vystupovala proti Romům. Své mítinky a pochody často pořádala v místech, kde žije romská komunita.

### Vybrané akce Dělnické strany v roce 2008
Prvního května 2008 uspořádala strana v Praze manifestaci, které se zúčastnilo zhruba pět set lidí, včetně některých údajně napojených na české neonacistické hnutí.
Kolem 300 příznivců Dělnické strany se sešlo v Hradci Králové, tato akce byla jedním z argumentů u soudu o zákazu dělnické strany.
Dne 28. 10. 2008 se sešlo kolem 300 členů Dělnické strany v Praze, aby si připomněli devadesáté výročí vzniku samostatného Československa.
V Kladně se v roce 2008 sešlo asi tři sta příznivců krajně pravicové Dělnické strany a sdružení Autonomní nacionalisté na povolené Svatováclavské manifestaci.

#### Incidenty v Litvínově
Koncem září Dělnická strana oznámila, že vyšle na žádost místních občanů „monitorovací hlídky“ Ochranných sborů na litvínovské sídliště Janov obývané z velké části Romy; po publicitě, již to vyvolalo, v sobotu 4. října 2008 na dvanáct členů OS-DS čekalo cca 70 Romů vyzbrojených tyčemi. Policie a strážníci je oddělili a zabránili střetnutí.
18. října 2008 se v Litvínově konalo shromáždění asi tří set stoupenců DS, Národního odporu a Autonomních nacionalistů, protestujících mj. proti „diskriminaci Dělnické strany“. Poté, co starosta Milan Štovíček shromáždění rozpustil, dali se do pochodu na Janov a střetli se s asi 300 policisty. Tři policisté a jeden protestující byli zraněni.

##### Demonstrace 17. listopadu
Počátkem listopadu oznámila Dělnická strana na 11:00 17. listopadu 2008 shromáždění na náměstí Míru v Litvínově pod názvem „Proti pozitivní diskriminaci a policejnímu násilí“. 7. listopadu oznámil člen Autonomních nacionalistů Jiří Bunda pozdější pochod z Litvínova do Janova. Městský úřad je nezakázal a vydal varování občanům před nepokoji a pouličními potyčkami.
Shromáždění na náměstí se zúčastnilo 500 až 700 radikálů. (údaje o celkovém počtu všech osob včetně radikálů se liší od 500 ke 1500). Předseda DS Tomáš Vandas v projevu vyjádřil obavu nad osudem České republiky, která by se neměla stát „žumpou a útočištěm pro migranty z celého světa“, a ostře napadl ministryni Džamilu Stehlíkovou (bez portfeje, zodpovědná za menšinovou problematiku) a Ivana Langra, který navrhl rozpuštění DS. Jiní řečníci kritizovali vládu, že nutí Čechy žít s Romy místo toho, aby učila žít Romy s Čechy. Litvínovské radnici vytkli, že neromští obyvatelé Janova u ní nemají zastání a že v souvislosti se sídlištěm selhala.
Před třetí hodinou, po ukončení shromáždění na náměstí Míru, se několik set účastníků demonstrace vydalo na pochod organizovaný Autonomními nacionalisty do sídliště Janov. Účastníci skandovali například hesla „Nic než národ“, „Čechy Čechům“ a „Češi, pojďte s náma“, někteří drželi české vlajky, prapory Dělnické strany a Autonomních nacionalistů.
Pochodu přehradila cestu policie v celkové síle 1000 mužů. Poté proběhl nejtvrdší střet radikálů s policií v Česku od zasedání světových finančních institucí v Praze v září 2000. Příznivci Dělnické strany se dvě až tři hodiny pokoušeli dostat na sídliště Janov. Podle sdělení policie před sedmou večer bylo 14 zraněných (sedm policistů, sedm extrémistů) a po zásahu zápalnou lahví vyhořela dodávka městské policie Citroën Berlingo; další tři automobily byly poničeny. Mostecká nemocnice ošetřila 16 zraněných (deset policistů a šest civilistů). Policie celkem zadržela 23 radikálů, jedenáct obvinila z výtržnictví a jednu ženu z výtržnictví a podněcování k nenávisti vůči skupině osob nebo k omezování jejich práv a svobod. Zásah policie podle neodborných prvotních odhadů stál mezi 20 a 40 miliony korun.
Předseda DS Vandas označil shromáždění na náměstí Míru za úspěšné; podle něj vinu za následný střet nese jednoznačně policie, která zaútočila na pokojný pochod. 18. listopadu podal místopředseda DS Petr Kotáb trestní oznámení na policisty velící zásahu proti pochodu do Janova. Podle DS se Policie České republiky dopustila zneužití pravomoci veřejného činitele, násilí proti skupině obyvatel a proti jednotlivci a nejméně dvou dalších trestných činů. DS argumentuje, že podle zákona o policii „před použitím donucovacích prostředků je policista povinen vyzvat osobu, proti které zakročuje, aby upustila od protiprávního jednání, s výstrahou, že bude použito donucovacích prostředků“ a použít donucovacích prostředků je možné „pouze v zájmu ochrany bezpečnosti osob, své vlastní a majetku a ochrany veřejného pořádku proti osobě, která je ohrožuje, a to pouze k překonání odporu osoby, která se chová protiprávně.
Policie tato obvinění odmítla: „Zákrok byl profesionální a ve všech směrech v souladu se zákonem.“ Policie dále tvrdila, že zasáhla kvůli tomu, že radikálové nedodrželi povolenou trasu. Premiér Mirek Topolánek policii pochválil: „Jsem zastáncem velmi tvrdého přístupu. Je to velmi nebezpečné. Člověk nemá nikdy v takovém případě uhnout a je třeba zabránit jakémukoliv excesu. V tomto smyslu se domnívám, že policie splnila svůj úkol.“
Podle rozsudku Nejvyššího správního soudu ve věci rozpuštění strany bylo jednoznačně prokázáno, že účastníci byli ozbrojeni (kameny, tyčemi, obušky, pyrotechnikou) a útočili na policisty. Není tedy pravdivá interpretace události Dělnickou stranou, podle které naopak policie napadla neozbrojené účastníky pochodu.
Ondřej Cakl, představitel občanského sdružení Tolerance a občanská společnost zabývající se pravicovým extremismem, kritizoval postup policie a vyjádřil obavy z nárůstu útoků a radikalizace pravicových extrémistů skrývajících se pod činností Dělnické strany. Děsí jej, že část obyvatel sídliště Janov podporovala Dělnickou stranu během potyček s policií, a je přesvědčena, že DS je schopna pomoci řešení problémů na jejich sídlišti. Podle jeho názoru měla být demonstrace zakázána, jelikož bylo jasné, že není svolána pro účel, pro který byla povolena, a policie měla rozpustit demonstraci již v počátcích, protože již na náměstí Míru zazněly rasistické projevy.

### Vybrané akce Dělnické strany v roce 2009
10. ledna 2009 asi osm desítek příznivců DS v Kopřivnici protestovalo proti hromadnému propouštění v automobilce Tatra.

## První návrh na rozpuštění Dělnické strany
5. prosince 2008 navrhl ministr vnitra ČR Ivan Langer vládě zrušení Dělnické strany, o němž hovořil již dříve. Komentoval to: „Pohár trpělivosti s Dělnickou stranou přetekl. Jako jednu ze svých priorit jsem při nástupu do funkce uvedl boj proti všem formám extremismu, rasové či jiné nesnášenlivosti. (…) není možné, aby se pod rouškou svobodné soutěže skrývala uskupení, která nejsou slučitelná s demokratickým myšlením.“ Premiér Mirek Topolánek se po střetu v Litvínově ze 17. listopadu 2008 veřejně postavil za zrušení Dělnické strany: „Určitě ministra Langera v jeho návrhu podpořím (…) Takové excesy, které se staly v Litvínově, je třeba postihovat velmi tvrdě.“
24. listopadu 2008 vláda České republiky požádala Nejvyšší správní soud o rozpuštění Dělnické strany. Bylo to poprvé, kdy se tak stalo z politických a ne formálních důvodů jako neposkytování účetní uzávěrky.
Tomáš Vandas tvrdil, že argumenty vlády byly chabé a jedinou nezákonností, ke které vláda dodala důkazy, je nenahlášení pochodu Hradcem Králové v srpnu 2008. V závěrečné řeči během soudu řekl: „Nikdy jsme neporušili základní ústavní principy. Nikdy jsme nevyzývali ke svržení vlády násilnou cestou. Pokud by došlo k rozpuštění jen proto, že nebyla nahlášena akce, byli bychom svědky rozhodnutí na politickou objednávku pana Langra, který je zaskočen naší popularitou,“
Klára Kalibová kritizovala vládní návrh, především jeho nedostatečnou přípravu a tvrdí:Neonacisty infiltrovaná partaj má být rozpuštěna proto, že opakovaně porušila zákon o právu shromažďovacím. To, že strana je trojským koněm Národního odporu a že zcela cíleně rozdmýchává etnickou a náboženskou zášť za účelem politického zisku, stojí jaksi mimo vládní návrh

### Protesty Dělnické strany proti jejímu možnému rozpuštění
Dělnická strana označila Langerův návrh za politický krok, jehož cílem je likvidace opoziční politické strany. Předseda Tomáš Vandas řekl, že návrh je důkazem, že politici se Dělnické strany bojí: „Chápu to jako snahu zastrašit naši stranu. Pokud si ale někdo uvědomí, že v krajských volbách nás letos volilo zhruba 29 tisíc občanů, tak ten nárůst je patrný. Tento návrh ministerstva považuji za absurdní, Dělnická strana nikdy neporušila žádný zákon. Doufám tedy, že Nejvyšší správní soud, který bude pravděpodobně případ projednávat, nepodlehne politickému tlaku.“ O eventualitě zákazu, již pokládá za nepravděpodobnou, uvedl: „Nicméně bychom určitě v aktivitě nepřestali, politickou činnost bychom vyvíjeli dál.“
11. listopadu 2008 Vandas podal na ministra vnitra trestní oznámení za zneužití pravomoci veřejného činitele; uvedl v něm, že Langer porušil také Listinu základních práv a svobod, protože se DS snaží poškodit jako opoziční demokratickou stranu. Langer reagoval: „Postupuji podle zákona. Udělal jsem správnou věc!“
6. prosince 2008 asi hodinu protestovalo 300 příznivců DS během 19. kongresu ODS na náměstí OSN ve Vysočanech v Praze. Předseda Dělnické strany Tomáš Vandas ve svém, ve více než půl hodinovém projevu, přirovnal současnou vládu ke komunistickému režimu, který také zakazoval opoziční názory. „Komunisté likvidovali svou opozici a nazývali ji buržousty a kulaky. Současná vláda nás pro změnu nazývá extremisty, neonacisty a už jsem četl, že jsme i nacisté.“ V jeho projevu byli terčem kritiky především Ivan Langer, Mirek Topolánek, Džamila Stehlíková a Karel Schwarzenberg. Ministra vnitra Ivana Langra nazval hlavním nepřítelem Dělnické strany, neschopným, zkorumpovaným a všeho schopným kariéristou a parazitem a připomněl články MF DNES o jeho vazbě na Františka Mrázka. Zmínil ekonomickou krizi, která se podle něj nejvíc dotkne důchodců a nemocných. „Chodíte se na takové kongresy nacpat za naše peníze,“ volal Vandas směrem k účastníkům kongresu ODS. Přidal, že jeho strana chce obnovit trest smrti a vystěhovat všechny lidi, kteří v Česku žijí nelegálně. Slíbil, že až se Dělnická strana dostane k moci, zatočí s nevládními organizacemi, které se zabývají menšinami. Dále prohlásil: „Odmítáme nulovou toleranci politického režimu, chceme ho odstranit. Ale chceme ho odstranit čestně ve volbách,“ a „Chceme zemi čistou, bílou bez parazitů a jiné verbeže,“ Dodal, že Dělnickou stranu nikdo nezastaví. Na celou legálně ohlášenou akci dohlíželo asi 500 policistů.
13. prosince 2008 se konala demonstrace „proti rasismu a za řešení situace na sídlišti Janov“ v Zámeckém parku v centru Litvínova, kde se sešla asi stovka pravicových radikálů, z nichž přibližně polovina byli příznivci radikálů z janovského sídliště. Petr Kotáb, místopředseda Dělnické strany tam mimo již zmírňované argumenty DS prohlásil: „Ani po zákazu naši činnost neukončíme. Objeví se nová dělnická strana, která bude mnohem větší a bude mnohem razantněji bojovat proti neřádu v této republice,“ a kritizoval zásah policie 17. listopadu. Poté se účastníci po malých skupinkách vydali k sídlišti Janov, kde zapálily svíčky v souvislosti ze zásahem policie 17. listopadu.

### Rozhodnutí Nejvyššího správního soudu
4. března 2009 speciální senát Nejvyššího správního soudu zamítl návrh české vlády, aby Dělnickou stranu rozpustil.
Návrh vlády obsahoval tyto důvody k rozpuštění DS:
- Radikalizace a blízkost k ultranacionalistickým uskupením.
- Volání po nulové toleranci k současnému politickému systému.
- Opakované porušování shromažďovacího zákona.
- Spojení s Národním odporem.
- Zapříčiňuje narušování veřejného pořádku.

Soud konstatoval, že v řízení nebylo prokázáno, že by činnost Dělnické strany byla v rozsahu skutečností tvrzených a prokázaných vládou naplněním uvedených důvodů pro její rozpuštění (§ 4 a § 13 odst. 6 zákona o politických stranách).

#### Podstatné části rozhodnutí Nejvyššího správní soudu
Nejvyšší správní soud citoval judikaturu Evropského soudu pro lidská práva, z níž vyplývá, že politickou stranu nelze postihnout jen pro její kritiku právního a ústavního pořádku státu (při respektu k základním zásadám demokratického právního státu) nebo pro použití výrazu revoluční. V souladu s touto judikaturou Nejvyšší správní soud rozhodl, že ani důkaz předložený vládou k rozpuštění Dělnické strany nestačí.
Odkazoval na judikaturu Evropského soudu pro lidská práva, který ve velmi podobné situaci konstatoval, že pochybení spočívající v porušení předpisů upravujících výkon shromažďovacího práva, které je postižitelné pokutou v rámci správního trestání, může být jen velmi obtížně považováno za relevantní a dostatečný důvod pro pozastavení činnosti politické strany.
Rozhodl, že vláda v posuzované věci neprokázala svá tvrzení o spolupráci Dělnické strany s hnutím Národní odpor (a ostatně ani skutečnost, že se jedná o extremistické neonacistické hnutí), o radikalizaci aktivit Dělnické strany směřujících k uchopení moci nedemokratickou cestou, ani o porušení shromažďovacího zákona v souvislosti se shromážděním v Hradci Králové dne 16. 8. 2008. V případě shromáždění v Litvínově dne 18. 10. 2008 vláda prokázala podporu Dělnické strany této akci, nikoliv však již porušení shromažďovacího zákona touto stranou.

## Ochranné sbory Dělnické strany
Ochranné sbory Dělnické strany (OS-DS) vznikly 1. února 2008 z rozhodnutí Předsednictva Dělnické strany; jejich deklarovaným úkolem byla ochrana stranických představitelů, organizování a dohled nad stranickými akcemi a případná pomoc občanům při řešení nejrůznějších problémů. Zájemci o členství museli prokazovat svoji zdravotní a psychickou způsobilost a předložit výpis z rejstříku trestů.

### Struktura OS-DS
Vrchním velitelem OS-DS byl předseda strany, jemuž byl podřízen výkonný tajemník. Jemu jsou dále podřízeni: Zástupce výkonného tajemníka, Zemský vedoucí (pro Čechy, Moravu nebo Slezsko), Krajský vedoucí, Okresní vedoucí, Městský/Obecní vedoucí a příslušníci OS-DS bez vedoucí funkce.

### Ohlasy
Týdeník Respekt napsal na svém webu:
Je nepřijatelné, aby jako filiálky jakýkoliv stran fungovaly polovojenské oddíly. Monopol na donucení má mít pouze stát pod kontrolou demokraticky zvolených politiků. A Ochranné sbory Dělnické strany či hlídky Národní strany (a oddíly Národní gardy) až příliš připomínají zárodky neslavně známých Ochranných oddílů (SS) z počátku 20. let v Německu – zprvu vysmívaných, pak všemocných.

## Kritika Dělnické strany
Strana byla podle médií a podle zprávy pražské policie propojena s neonacistickými organizacemi. Strana byla běžně označována jako extremistická a ultrapravicová. Akcí Dělnické strany se pravidelně účastnili přívrženci Autonomních nacionalistů a neonacistického Národního odporu. Podle pracovníků ministerstva vnitra se Dělnická strana chovala protiústavně.
Zpráva pražské policie za rok 2008 zveřejněná 20. ledna 2009 uvádí, že v Dělnické straně personálně vládli Autonomní nacionalisté a neonacisté z Národního odporu, kteří se se stranou dohodli na spolupráci, což ale předseda DS Tomáš Vandas popřel a uvedl že se stačí podívat na nejvyšší vedení strany v minulém a v tomto roce.
Kandidát Dělnické strany na Vysočině v krajských volbách 2008 Erik Sedláček byl za vedení neonacistického internetového časopisu Poslední generace nepravomocně odsouzen okresním soudem na tři roky pro trestný čin podpory a propagace hnutí směřujícího k potlačování práv a svobod člověka. Sedláček označil proces za čistě politický. Dne 16. dubna 2009 soud Erika Sedláčka osvobodil, a to toho z důvodu, že použité důkazy byly získány nezákonně. „Nemáme pochybnosti, že by k žalovanému jednání nedošlo, důkazy však nejsou použitelné,“ uvedla soudkyně Šárka Pfeiferová.
Předseda ČSSD Jiří Paroubek prohlásil po rozhodnutí NSS, že „Populismus Dělnické strany a její neúcta k základním demokratickým hodnotám i tradicím české státnosti je zřejmá,“. Dělnická strana podle něj využívá podobné spory a střety se státní mocí k vlastnímu zviditelnění. „K tomu jí, bohužel, mocně pomáhají česká média, ale i zásadní chyby Topolánkovy vlády,“ Později (20. 4. 2009) kritizival ministerstvo vnitra: „…naprostý diletantismus ministerstva vnitra pod vedením Ivana Langera, kdy přes opakované žádosti Nejvyššího správního soudu nebylo schopno vypracovat standardní žalobu na zrušení Dělnické strany. Toto lajdáctví vedlo místo ke zrušení Dělnické strany k její větší propagaci a legitimizaci.“
Biskup Václav Malý napsal, že Dělnická strana a Národní strana narušují pokojné soužití a pěstují programovou nesnášenlivost. Václav Malý tvrdil, že je naprosto nutné, aby tyto strany byly zakázány. Podle něj měla všechna jejich veřejná vystoupení zjevné znaky rasismu. Je znepokojen tím, že dosud příslušné státní instituce neměly odvahu jejich činnost zakázat a také tím, že radikálové těchto politických uskupení mají dokonce podporu části občanské veřejnosti. Také tvrdil: „Stoupenci zmíněných stran…za svými agresivními výpady skrývají svou osobní zbabělost a slabošství, a proto hledají dav, kde se mohou vybít. Pronášejí hesla, o jejichž dosahu nemají ani tušení. Protože neznají ze své zkušenosti strasti a hrůzy rasové nenávisti ve 20. století, zaslepeně a s běsněním chtějí aplikovat ve vztahu k rasově odlišným princip kolektivní odpovědnosti. Hrůza, z níž naskakuje husí kůže! Je nutné jejich projevům zabránit nejen zákazem oněch stran, ale i důsledným trestným postihem brutálních jednotlivců. Na policii vynakládá stát z našich daní nemalé finanční prostředky a nezřídka pozorujeme, jak je v těchto situacích liknavá. Někdy se zdá, že dokonce někteří její příslušníci s radikály souhlasí. I politici musí říci své jasné NE a prosadit příslušná opatření.“
Podle článku v týdeníku Respekt se DS změnila během let 2006 a 2007 z původního levicového marginálního uskupení založeného na troskách Republikánské mládeže, v xenofobní stranu úzce napojenou na neonacistickou scénu nejhrubšího zrna. Další propojení neonacistické scény s DS viděl například v osobě Adama Berčíka, který byl kandidátem DS, a který organizoval pochod v Ústí nad Labem dva dny před 120. výročím Hitlerových narozenin (18. 04. 2009). Další propojení bylo, podle článku, zřejmé podle partajních kandidátek nebo účasti známých neonacistů na akcích DS. Politolog Jan Charvát doplnil: „To propojení je především fyzické, méně už ideologické. Dělnická strana prostě absorbovala řadu členů krajně pravicového hnutí.“
Dle Kláry Kalibové ze sdružení Tolerance a občanská společnost šlo prohlásit, že Dělnická strana je neonacistická a nemá opodstatnění být v demokratickém právním systému a chápala její zákaz jako jistý nutný symbolický projev pro společnost.
Politoložka Edita Stejskalová ze sdružení Z vůle práva byla jednoznačně pro zrušení strany, protože podle ní samotné programové prohlášení strany a její aktivity bezpochyby porušovaly řadu zákonů a ústavní pořádek České republiky.
Podle článku Ludvíka Sedláčka na internetovém deníku Neviditelný pes byli příznivci Dělnické strany stoupenci národního socialismu a zastávali rasistickou ideologii, přesto jde o levici.

## Volební výsledky

### Volby do Poslanecké sněmovny
| Volby | Počet hlasů | Změna    | Hlasy v % | Změna   | Počet mandátů | Poznámka                                                            |
| ----- | ----------- | -------- | --------- | ------- | ------------- | ------------------------------------------------------------------- |
| 2006  | 12 756      | ▲ 12 756 | 0,23%     | ▲ 0,23% | 0             | DS i DSSS kandidovala pod kandidátní listinou Právo a Spravedlnost. |

### Volby do Senátu
| Volby | Počet získaných mandátů | Změna | Celkový počet mandátů | Změna | Poznámka |
| ----- | ----------------------- | ----- | --------------------- | ----- | --- |
| 2008  | 0                       | ▬ 0   | 0                     | ▬ 0   | Strana do voleb vyslala jediného kandidáta. Stanislav Horňák získal v senátním obvodě č. 81 1095 hlasů (2,88%), čímž skončil šestý v pořadí. |

### Volby do Evropského parlamentu
| Volby | Hlasy  | Změna    | Hlasy v % | Změna   | Počet mandátů | Změna |
| ----- | ------ | -------- | --------- | ------- | ------------- | ----- |
| 2004  | 4 289  | ▲ 4 289  | 0,18%     | ▲ 0,18% | 0             | ▬ 0   |
| 2009  | 25 368 | ▲ 25 368 | 1,07%     | ▲ 0,89% | 0             | ▬ 0   |

### Volby do krajských zastupitelstev
| Volby | Hlasy          | Změna            | Hlasy v %      | Změna            | Počet mandátů | Změna | Poznámka                                                                   |
| ----- | -------------- | ---------------- | -------------- | ---------------- | ------------- | ----- | -------------------------------------------------------------------------- |
| 2004  | 1 915 (+1 464) | ▲ 1 915 (+1 464) | 0,09% (+0,07%) | ▲ 0,09% (+0,07%) | 0             | ▬ 0   |                                                                            |
| 2008  | 28 865         | ▲ 25 486         | 0,99%          | ▲ 0,83%          | 0             | ▬ 0   | V některých krajích se pod kandidátní listinou DS objevili i členové DSSS. |

### Volby do obecních zastupitelstev
| Volby | Hlasy        | Změna          | Hlasy v % | Změna   | Počet mandátů | Změna | Poznámka |
| ----- | ------------ | -------------- | --------- | ------- | ------------- | ----- | --- |
| 2006  | 8 776 (+552) | ▲ 8 776 (+552) | 0,01%     | ▲ 0,01% | 3             | ▲ 3   | Všichni tři zvolení zastupitelé za Dělnickou stranu se v roce 2010 stali členy Dělnické strany sociální spravedlnosti. |
| 2006  | 507          | ▼ 543          | 0,09%     | ▼ 0,04% | 0             | ▬ 0   | |
| 2007  | 918          | ▬ 0            | 0,29%     | ▬ 0%    | 0             | ▬ 0   | Členové DS kandidovali pod kandidátní listinou Právo a Spravedlnost.                                                   |

### Prezidentské volby 2003 a 2008
Před nepřímými volbami prezidenta České republiky v roce 2003 Dělnická strana chtěla za novou hlavu státu po Václavu Havlovi Karla Gotta. Během prezidentských voleb strana neměla v parlamentu zastoupení. Po volbách uvítala zvolení Václava Klause jako „menší zlo“ než Jana Sokola. Zároveň si přála, aby prezidentské volby v roce 2008 byly už přímé.
Během nepřímých prezidentských voleb v roce 2008 strana taktéž neměla v parlamentu zastoupení. Po volbách uvítala znovuzvolení Václava Klause jako „menší zlo“ než Jana Švejnara.